# 梅麗莎·霍特曼
梅麗莎·安妮·霍特曼（英語：Melissa Anne Hortman，婚前姓哈盧普佐克（Melissa Anne Haluptzok），1970年5月27日—2025年6月14日）是美國明尼蘇達州亨內平縣的律師及明尼苏达民主—农民—劳工党籍政治人物。自2005年起，她一直代表雙子城都會區北部地區出任明尼蘇達州眾議院議員，直至2025年遇刺身亡。她曾於2017年至2019年期間出任 明尼蘇達州眾議院少數黨領袖，並於2019年至2025年間擔任第61任明尼蘇達州眾議院議長。在任期間，她積極推動交通、環境權利、墮胎權、警政改革及槍械管制政策，亦是州政府太陽能標準法案的主要起草人。
2025年6月14日，霍特曼與丈夫在明尼蘇達州布魯克林帕克市住所中被刺殺。疑犯為57歲的范斯·路德·博爾特（Vance Luther Boelter），他同日亦涉嫌企圖刺殺明尼蘇達州參議員約翰·霍夫曼。

## 早年生活與教育
霍特曼於1970年5月27日出生於明尼蘇達州弗里德利，原名為梅麗莎·安妮·哈盧普佐克（Melissa Anne Haluptzok）。她在斯普林萊克帕克及安多佛長大，十歲時收看1980年美國總統選舉的報道時，開始對從政產生興趣。她於1988年畢業於位於明尼蘇達州布萊恩市的布萊恩中學。
霍特曼於1991年在波士頓大學獲得哲學及政治學文學學士學位，成績為「極優等」（magna cum laude），並於1995年在明尼蘇達大學法學院獲得法學博士學位，成績為「優等」（cum laude）。她亦於2018年在哈佛大學甘迺迪政府學院取得公共行政碩士學位。

## 早期事業
霍特曼曾於美國參議院擔任實習生，服務對象包括阿尔·戈尔及約翰·克里，在修讀法律期間亦曾為法官約翰·桑默維爾（John Sommerville）擔任司法助理。她曾在布魯克林帕克市人際關係委員會（Brooklyn Park City Human Relations Commission）任職，亦在亨內平縣擔任副縣檢控官。她於1997年因處理一宗房東歧視租客的案件而首次引起公眾關注。該案最終為當事人爭取到490,181美元的民事賠償，據報當時為該州歷來最高的同類賠償金額。

## 明尼蘇達州眾議員
霍特曼於2004年擊敗時任共和黨議員史提芬妮·奧爾森（Stephanie Olsen），當選為明尼蘇達州眾議院議員，其後每兩年均成功連任，直至她遇刺身亡。她此前曾於1998年及2002年參選，但均未能當選。
霍特曼曾于2017年至2019年担任明尼苏达州众议院少数党领袖， 并于2019年至2025年担任明尼苏达州众议院第61任议长。
2020年7月，霍特曼参与了一项警察改革法案的谈判，该法案“限制使用颈部束缚和锁喉，禁止各部门提供有争议的武士式训练，并设立一个独立的州级机构，负责调查警察杀人或被指控性行为不端的情况”。
从2025年1月第94届明尼苏达州议会成立之初到2月初，霍特曼领导了抵制众议院会议的行动，以阻止共和党人达到法定人数来开展工作。 共和党人丽莎·德穆斯于2月6日当选为议长。  在达成权力分享协议后，她再次担任少数党领袖，直到3月17日，一场特别选举导致众议院两党势均力敌；她的头衔随后改为“民主党领袖”，并与德穆斯一起被赋予了重要权力。

## 外部連結
- 维基共享资源上的相關多媒體資源：梅麗莎·霍特曼
- 梅麗莎·霍特曼在互联网电影资料库（IMDb）上的資料（英文）
- 明尼蘇達州眾議院網站 （页面存档备份，存于）
- 競選網站 （页面存档备份，存于）
- Minnesota Tragedy: Rep. Melissa Hortman Killed, Sen. John Hoffman Injured in Targeted Shooting

| 明尼苏达州众议院     | 明尼苏达州众议院                     | 明尼苏达州众议院     |
| -------------------- | ------------------------------------ | -------------------- |
| 前任者： 保羅·蒂森   | 明尼蘇達州眾議院少數黨領袖 2017–2019 | 繼任者： 卻·道特     |
| 前任者： 麗莎·迪慕斯 | 明尼蘇達州眾議院少數黨領袖 2025      | 空缺                 |
| 官衔                 |                                      |                      |
| 前任者： 卻·道特     | 明尼蘇達州眾議院議長 2019–2025       | 繼任者： 莉萨·德穆思 |